# Alectis indica
Alectis indica  je velika vrsta obalne morske ribe iz porodice Carangidae. Vrsta je raširena u vodama tropskog Indo-zapadnog Tihog oceana, u rasponu od istočne Afrike do Indije, Azije, Indonezije i Australije. Odrasle ribe obično obitavaju u obalnim vodama preko dubine od 100 m, dok mlađ nastanjuju različita okruženja, uključujući ušća i livade morske trave. Ta riba slična je ostalim dvjema vrstama iz roda Alectis, a lagano udubljenje u profilu glave najočitija je prepoznatljiva značajka. Velika je vrsta, naraste na 165 cm i do 25 kg težine. Vrsta je mesožderka, jede ribe, glavonošce i rakove. Manje je komercijalne važnosti.